# Uroplata ogloblini
Uroplata ogloblini là một loài bọ cánh cứng trong họ Chrysomelidae. Loài này được Monrós & Viana miêu tả khoa học năm 1947.